# Ráby
Ráby é uma comuna checa localizada na região de Pardubice, distrito de Pardubice.